# Fulvio Polesello
Fulvio Polesello, né le 8 août 1956, à Rome, en Italie, est un ancien joueur et entraîneur italien de basket-ball. Il évolue durant sa carrière au poste de pivot.

## Palmarès
- Euroligue 1984
- Coupe intercontinentale 1984
- Coupe Korać 1986
- Champion d'Italie 1983